# Melissa Harrington
Melissa Marie Harrington-Hughes (29 de mayo de 1970-11 de septiembre de 2001) fue una de las víctimas de los atentados contra el World Trade Center. Melissa es recordada por un mensaje que dejó en un contestador y que dio la vuelta al mundo.

## Biografía

### Familia, educación, carrera y matrimonio
Melissa nació en West Springfield, condado de Hampden (Massachusetts), el 29 de mayo de 1970, hija de Robert Harrington y Beverly A. Rzeszutek. Tenía un hermano, Michael J. Harrington. Melissa creció en West Springfield y asistió a la Suffield Academy en Suffield, Connecticut, obteniendo posteriormente un bachiller universitario en letras en el Dickinson College (el tercer año de universidad lo cursó en Bolonia, Italia). Más tarde se graduaría en el Monterey Institute of International Studies en California y obtendría un máster magna cum laude en la George Washington University en Washington D. C.
Melissa, quien trabajó un verano de au pair en Francia pasando dos meses en París (a la que consideraba como la mejor ciudad del mundo) y un mes en la Riviera Francesa, se mudó a San Francisco en 1996 tras haber vivido cinco años en Washington D. C., donde había trabajado para la División de Relaciones Internacionales del Departamento de Comercio como comercial especialista en China. Trabajó para el Stanford Research Institute en California, donde se especializó en relaciones internacionales, desempeñándose al momento de su muerte como directora de negocios para Slam Dunk Networks en Redwood Shores, California. Harrington estaba a su vez involucrada con la comunidad de San Francisco: era miembro y directora de marketing de la San Francisco Junior League además de ser activa en Spinsters, una organización profesional de mujeres. Era también voluntaria en la St. Vincent de Paul Church, donde servía en el programa Young Couple Mentors.
Melissa, gran aficionada a la ópera y al fútbol (su equipo preferido eran los Green Bay Packers y su jugador predilecto Brett Favre), contrajo matrimonio el 19 de agosto de 2000 con Sean Hughes, a quien había conocido en un club de baile para jóvenes, celebrándose el enlace en un viñedo en el Valle de Napa.

### Muerte
Melissa, quien vivía en San Francisco, llegó a Nueva York el 10 de septiembre de 2001 con el fin de asistir al día siguiente a una reunión para supervisar la fusión de su empresa; la reunión se iba a celebrar en la planta 101 de la Torre Norte del World Trade Center. A las 8:46 horas del 11 de septiembre el vuelo 11 de American Airlines se estrelló contra el edificio. El impacto se produjo entre las plantas 93 y 99, destruyendo cualquier vía de escape y dejando atrapados a todos los ocupantes por encima de la planta 92. Poco después de la colisión, Melissa llamó a su esposo; debido a que Sean se encontraba durmiendo, Harrington dejó, llorando, el siguiente mensaje en el contestador: «Sean, soy yo. Solo quería que supieras que te quiero y que estoy atrapada en este edificio, en Nueva York. Un avión chocó contra el edificio o estalló una bomba, no lo sabemos. Pero hay mucho humo y solo quería que supieras que te querré siempre». Alrededor de diez minutos después del impacto, Melissa habló con su padre, quien por lo general no solía coger el teléfono, y, en estado de pánico, le dijo que acababa de explotar una bomba en la torre. Melissa, quien tenía previsto regresar a California al día siguiente, confesó a Robert que lo que más le preocupaba no era el fuego sino la gran cantidad de humo que estaba empezando a invadir las plantas superiores a la zona de impacto. Su padre le preguntó si podía ver algún letrero que indicase una salida, a lo que Melissa contestó que sí. Harrington informó a su hija de que bajo este tipo de letreros se hallaba siempre el hueco de las escaleras, tras lo cual le pidió bajar por ellas y salir del edificio lo más pronto posible, ignorando ambos que las tres escaleras de la Torre Norte habían resultado destruidas tras la colisión. Después de decirse mutuamente que se querían, Melissa pidió a su padre que llamase a Sean.
Se desconoce si Harrington y quienes estaban con ella murieron intoxicados por el humo o a causa del derrumbe, aunque se sabe que varias de las víctimas del World Trade Center (entre 37 y 50 en la Torre Norte) saltaron al vacío, no sobreviviendo ninguna de ellas. Su cuerpo fue recuperado de la zona cero cuatro días después.

## Legado
El nombre de Melissa figura, al igual que los de las demás víctimas, en el National September 11 Memorial & Museum, concretamente en el panel N-22. Su familia creó en su honor una organización de caridad, la Melissa Harrington Hughes Endowment Fund.